# Tamopsis transiens
Espèce
Tamopsis transiens est une espèce d'araignées aranéomorphes de la famille des Hersiliidae.

## Distribution
Cette espèce est endémique d'Australie. Elle se rencontre dans le Sud de l'Australie-Occidentale, au Victoria et dans le Sud du Territoire du Nord.

## Description
Le mâle mesure 3,54 mm.

## Publication originale
- Baehr & Baehr, 1992 : New species and new records of genus Tamopsis Baehr & Baehr, (Arachnida, Araneae, Hersiliidae). Third supplement to the revision of the Australian Hersiliidae. Records of the Western Australian Museum, vol. 16, no 1, p. 61-77 (texte intégral).